# Monstera oreophila
Monstera oreophila là một loài thực vật có hoa trong họ Ráy (Araceae). Loài này được Madison mô tả khoa học đầu tiên năm 1977.